# Troféu HQ Mix de grande mestre
Grande mestre é uma das categorias do Troféu HQ Mix, premiação brasileira dedicada aos quadrinhos que é realizada pela Associação dos Cartunistas do Brasil (ACB) e pelo Instituto do Memorial das Artes Gráficas do Brasil (IMAG) desde 1989.

## História
A categoria "Grande mestre" foi criada em 1990 para homenagear quadrinistas brasileiros ou radicados no Brasil que sejam importantes para o desenvolvimento do quadrinho nacional. A escolha é feita por meio de uma comissão e de um júri especial.
Em 2008, foram eleitos excepcionalmente cinco nomes, todos descendentes de japoneses, em homenagem ao centenário da imigração japonesa no Brasil.

## Vencedores

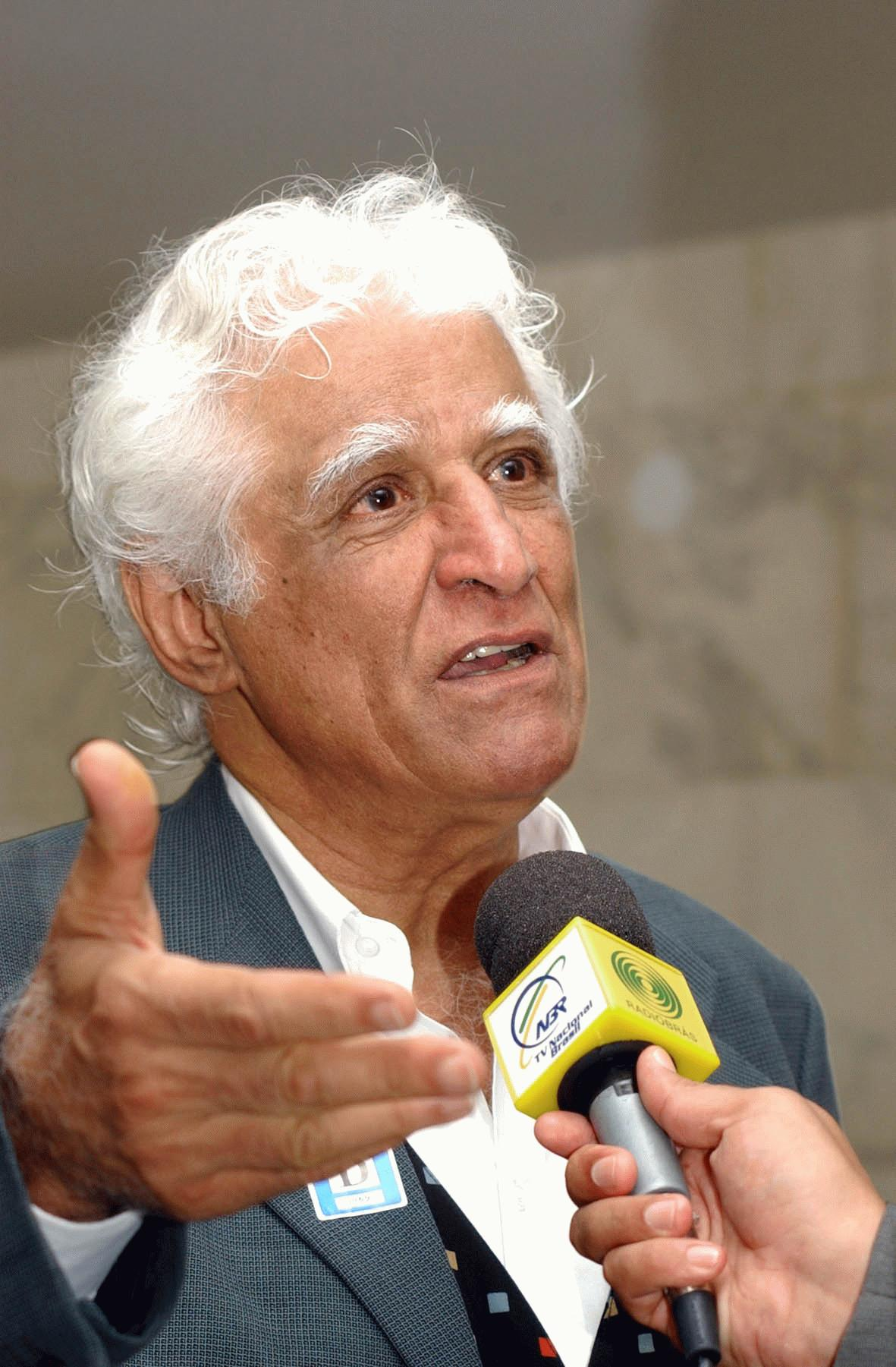
Ziraldo foi eleito "grande mestre" em 1993.

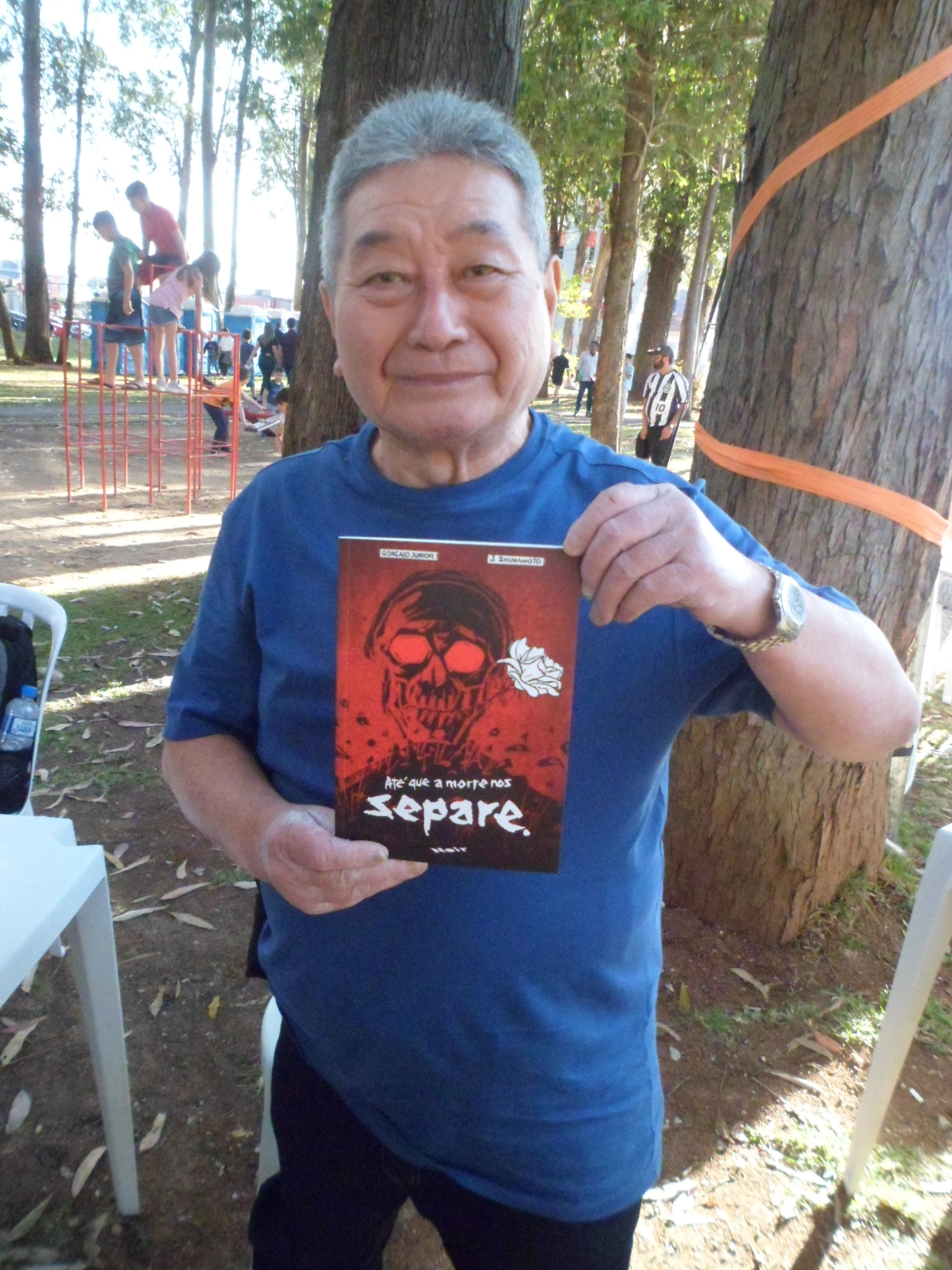
Julio Shimamoto foi eleito "grande mestre" em 1995.

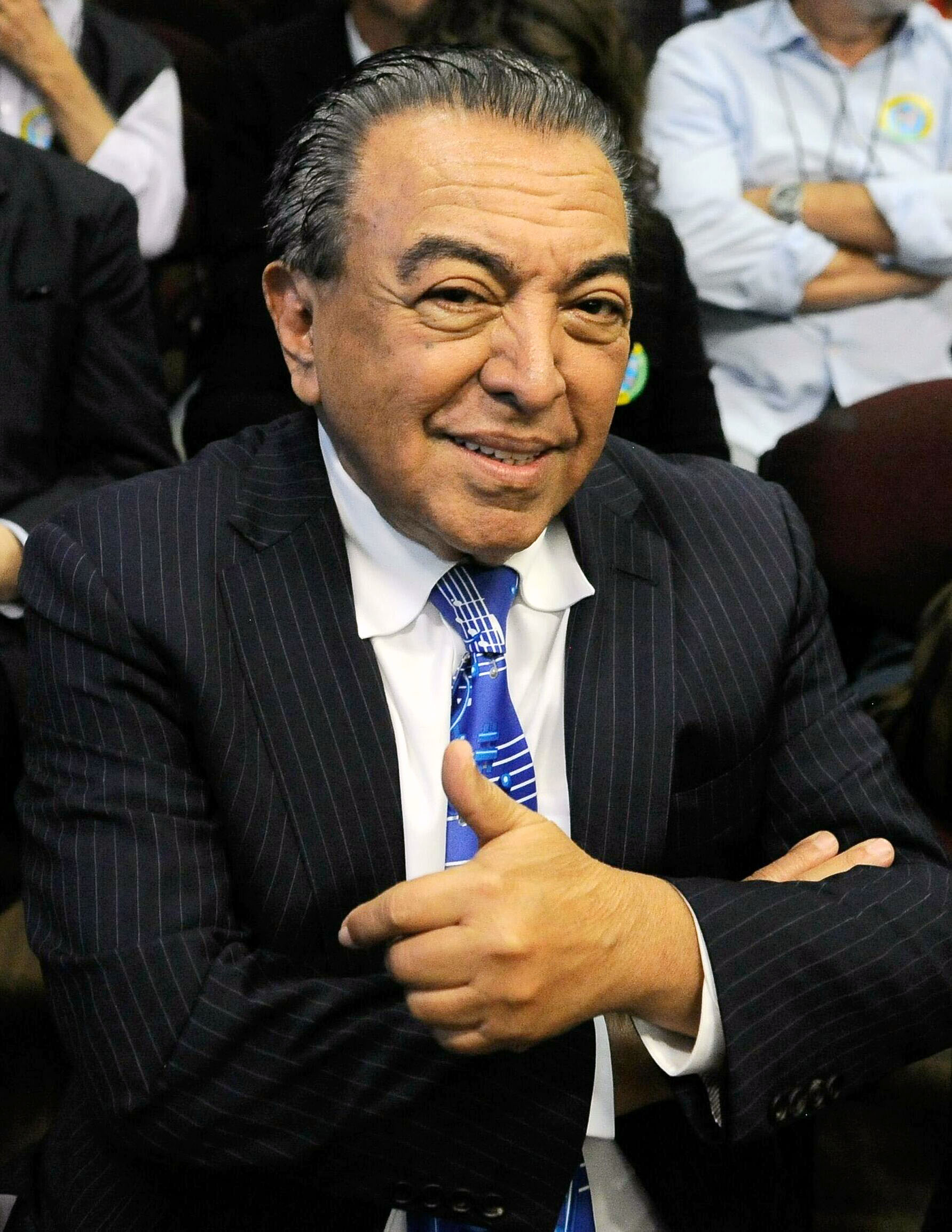
Mauricio de Sousa foi eleito "grande mestre" em 1999.

| Ano  | Artista(s)            | Notas  |
| ---- | --------------------- | ------ |
| 1990 | Rodolfo Zalla         | [ 1 ]  |
| 1991 | Flávio Colin          | [ 1 ]  |
| 1992 | Carlos Zéfiro         | [ 1 ]  |
| 1993 | Ziraldo               | [ 1 ]  |
| 1994 | Eugênio Colonnese     | [ 1 ]  |
| 1995 | Júlio Shimamoto       | [ 1 ]  |
| 1996 | Cláudio Seto          | [ 1 ]  |
| 1997 | Walmir Amaral         | [ 1 ]  |
| 1998 | Miguel Penteado       | [ 1 ]  |
| 1999 | Mauricio de Sousa     | [ 1 ]  |
| 2000 | Getúlio Delfin        | [ 3 ]  |
| 2001 | Edmundo Rodrigues     | [ 4 ]  |
| 2002 | Gedeone Malagola      | [ 5 ]  |
| 2003 | Renato Canini         | [ 6 ]  |
| 2004 | Jô Oliveira           | [ 7 ]  |
| 2005 | Luiz Gê               | [ 8 ]  |
| 2006 | Ignácio Justo         | [ 9 ]  |
| 2007 | Sergio Macedo         | [ 10 ] |
| 2008 | Ypê Nakashima         | [ 11 ] |
| 2008 | Fernando Ikoma        | [ 11 ] |
| 2008 | Paulo Fukue           | [ 11 ] |
| 2008 | Roberto Fukue         | [ 11 ] |
| 2008 | Minami Keizi          | [ 11 ] |
| 2009 | Ciça                  | [ 12 ] |
| 2009 | Zélio                 | [ 12 ] |
| 2010 | Laerte                | [ 13 ] |
| 2011 | Paulo Caruso          | [ 14 ] |
| 2012 | Marcatti              | [ 15 ] |
| 2013 | Rubens Lucchetti      | [ 16 ] |
| 2014 | Angeli                | [ 17 ] |
| 2015 | Watson Portela        | [ 18 ] |
| 2016 | Eva Furnari           | [ 19 ] |
| 2017 | Luiz Saidenberg       | [ 20 ] |
| 2018 | Daniel Azulay         | [ 21 ] |
| 2019 | Carlos Edgard Herrero | [ 22 ] |
| 2020 | Miguel Paiva          | [ 23 ] |
| 2021 | Maria Aparecida Godoy | [ 24 ] |
| 2022 | Marcelo Campos        | [ 25 ] |
| 2023 | Michele Iacocca       | [ 26 ] |